# Bentarique
Bentarique község Spanyolországban, Almería tartományban. Lakosainak száma 227 fő (2024).

## Földrajza
Bentarique Alsodux, Íllar, Santa Cruz de Marchena, Terque, Huécija, Enix, Felix és Instinción községekkel határos.

## Népesség
A település lakosságának változását az alábbi diagram mutatja:
| Lakosok száma | 308  | 278  | 284  | 272  | 277  | 255  | 252  | 238  | 239  | 227  |
|               | 2001 | 2004 | 2006 | 2009 | 2011 | 2014 | 2016 | 2019 | 2021 | 2024 |